# Il tempo dei gitani
Il tempo dei gitani (serbo-croato: Дом за вешање; - Dom za vešanje) è un film del 1988 diretto da Emir Kusturica.
La pellicola drammatica vinse il premio per la miglior regia al 42º Festival di Cannes.

## Trama
Perhan, giovane gitano, si trova nelle mani di un branco di malviventi che trafficano con gli esseri umani nella Jugoslavia precedente alla dissoluzione della repubblica titoista. I protagonisti finiranno nell'ambiente della microcriminalità milanese.

## Realizzazione
Kusturica voleva originariamente realizzare un film sui Duchobory, una minoranza russa che vive in Canada, ma ha cambiato idea dopo aver letto su un quotidiano che una famiglia di rom aveva venduto un neonato in Italia. Per sviluppare la storia il regista visitò per due mesi la comunità rom di Skopje (dove poi girò la prima parte del film) informandosi sulla cultura gitana e facendosi raccontare storie che poi utilizzò per scrivere la sceneggiatura. Durante questi sopralluoghi vennero anche selezionati 120 rom tra i quali alcuni vennero scelti per interpretare ruoli importanti nel film. In particolare la nonna del protagonista, Baba, lo zio Merdzan e il vicino Zabit. Il protagonista Perhan invece è interpretato da un giovane Davor Dujmović, che aveva già lavorato con Kusturica in Papà... è in viaggio d'affari. Il film è stato recitato in lingua romaní ed in serbocroato.
Girando il film all'interno della realtà rom vennero inventate e improvvisate continuamente nuove scene, e questo portò ad avere una quantità di girato molto maggiore di quella inizialmente prevista dalla sceneggiatura. Molto materiale fu poi eliminato in fase di montaggio ma la televisione di Sarajevo decise di ricavarne una miniserie di sei episodi della durata complessiva di quasi cinque ore, che non fu realizzata direttamente da Kusturica ma alla quale egli diede il suo assenso.
Nel 2007 Kusturica ha messo in scena un'"opera punk" tratta dal film.

### Riprese
Il film è stato girato a Sarajevo, a Milano e a Roma.

## Riconoscimenti
- 1989 - Festival di Cannes
  - Miglior regia
- 1991 - Guldbagge Award
  - Miglior film straniero

## Curiosità
- Il viaggio che fa Perhan attraversa tutta la ex-Jugoslavia: parte da Skopje, attraversa la Macedonia, poi il Kosovo. Poi passa in Serbia, poi in Bosnia ed Erzegovina (l'autista del taxi è di Brčko). Quindi raggiungono la Croazia attraverso la celebre Autostrada della fraternità e dell'unità (Belgrado-Zagabria), costruita da Tito dopo la Seconda guerra mondiale, infine arrivano all'ospedale di Lubiana in Slovenia.
- Alcune scene fanno riferimento al film Ho incontrato anche zingari felici, noto film jugoslavo del 1967, in omaggio a Aleksandar Petrović.